# پاریژ (شهرستان کیگینسکی، باشقیرستان)
پاریژ (انگلیسی: Parizh, Kiginsky District, Republic of Bashkortostan) یک شهرک در شهرستان کیگینسکی استان باشقیرستان کشور روسیه است.